# کنراد الوجم
کنراد الوجم (انگلیسی: Conrad Elvehjem؛ زاده ۲۷ مهٔ ۱۹۰۱ درگذشته ۲۷ ژوئیهٔ ۱۹۶۲) یک دانشمند در زمینه زیست‌شیمی اهل ایالات متحده آمریکا بود.